# Tyyni Schulman
Tyyni Ilta Helena Schulman, född Krank den 17 juni 1895 i Jakobstad, död 27 juni 1956 i Borgå, var en finlandssvensk journalist och författare.
Tyyni Schulmans var dotter till Karl Rudolf Krank och Anna Ella Helena von Essen. Hon var gift från 1917 med Carl Allan Morgan Schulman (1889–1954). I äktenskapet med Schulman föddes sonen Allan Schulman (1919–2003). 
Åren 1947–1949 var Schulman redaktör för tidskrifterna Nyland och Nya Nyland. Hon skrev essäer, noveller och recensioner, som publicerades i olika svenskspråkiga tidningar i Finland, Vecko-Spegeln, Nya Pressen, Borgåbladet och Hangötidningen. Schulman debuterade som romanförfattare 1949 med boken En stjärna tänds – och slocknar. Hon begravdes på Sandudds begravningsplats i Helsingfors.